# Аняково (Татарстан)
Аня́ково (тат. Әнәк) — деревня в Актанышском районе Татарстана. Входит в Поисевское сельское поселение.

## География
Деревня расположена Восточном Закамье на реке Сарашлы, к востоку от центра поселения, села Поисево, в 36 км к юго-западу от районного центра — села Актаныш.

## История
В XVIII—XIX веках жители относились к сословиям тептярей и башкир-вотчинников (Мушугинской тюбы Булярской волости). 
Деревня была отмечена на карте «Уфимской провинции Казанской и Осинской дорог» «Атласа Оренбурской губернии», составленного в 1752—1755 годах геодезии прапорщиком Иваном  Красильниковым, по поручению Оренбурской губернской канцелярии. 
По III ревизии (1762 г.), в Аняково проживали ясачные татары в количестве 73 душ мужского пола, а также 37 ревизских душ тептярей команды старшины Минея Бекбовова, по другим сведениям, 40 ревизских душ тептярей, живших на земле башкирской поземельной волости «по старинному заселению по владенной памяти 1701 года».
В материалах IV ревизии (1782 г.), сохранившихся не в полном виде, в деревне были учтены 40 ревизских душ тептярей.
Ревизией 1811 года было зафиксировано, что «тептяри живут на землях башкир по их допуску и пользуются землей вместе с ними», а также были учтены 52 ревизские души ясачных татар, ревизией 1816 года — 79 ясачных татар. В составе 1-й тептярской команды в деревне Аняково в 1834 году числилось 313 жителей, учитывавшиеся ранее ясачные татары слились с тептярями.
В 1848 году жители деревни имели всего 400 десятин пашни, 300 десятин леса, 95 десятин сенокосных угодий. А также всем жителям принадлежали 195 лошадей, 167 коров, 195 овец, 155 коз, а также 30 ульев. В 1848 году была учтена мечеть.
В материалах X ревизии 1859 года в числе 504 жителей Анякова помимо тептярей были учтены и башкиры, однако в 1870 году сословная принадлежность аняковцев  была указана как тептяри. 
В «Списке населенных мест по сведениям 1870 года», изданном в 1877 году, населённый пункт упомянут как деревня Анякова 1-го стана Мензелинского уезда Уфимской губернии. Располагалась при безымянной речке, по правую сторону почтового тракта из Мензелинска в Бирск, в 31 версте от уездного города Мензелинска и в 1 версте от становой квартиры в деревне Поисева. В деревне, в 99 дворах жили 532 человека (278 мужчин и 254 женщины, тептяри), были мечеть, училище. Жители занимались земледелием, скотоводством, пчеловодством, плетением лаптей.
В 1902 году в 129 дворах проживали 315 душ мужского пола башкир и бывших припущенников военного звания; в 1905 году в 134 домах − 670 человек; в 1912 году — 695 тептярей и башкир.
По Подворной переписи 1912 года деревня выглядела следующим образом:
«Деревня Анякова (вотчинники) расположена на ровном месте, при небольшом ключе; надел получен на 4 ревизских души. Селение на земле припущенников к югу от надела. Изменение в угодьях: выгон отошел под пашню и частью — под луга. Форма владения общинная; в момент изследования имелся на лицо 1 домохозяин, который пользуется всей землей. Поля на ровном месте при самой деревне. Почва — супесчаный чернозём. Система полеводства — трёхпольная; сеют, однако, 2 года, а на 3-й вынуждены все поле пускать под пар, так как должны приспособляться к севообороту припущенников. Усадьбы нет; дом со двором находится на земле припущенников; этот вотчинник — мулла. Выгона нет, пользуется у припущенников. Припущенники — деревня расположена в равнине при небольшом ключе; надел получен на 231 ревизскую душу и находится в одном месте. Селение на севере надела. Изменений в угодьях существенных не произошло. Форма владения общинная; земля делится по ревизским душам. Поля на ровном месте и находятся не дальше 17 вёрст от селения. Почва — супесчаный чернозём. Система полеводства — трёхпольная. Обработка велась раньше сабанами, но вследствие уменьшения скота сабаны заменяются сохами. Под огородами 10 дес; сеют картофель. Выгон степной, расположен возле деревни. Пастьба скота обычным порядком. Лес к 3 вёрстам от деревни».

## Население
| 2002 | 2010 | 2015 |
| ---- | ---- | ---- |
| 239  | 262  | 521  |

Национальный состав
Согласно результатам переписи 2002 года, в национальной структуре населения села татары составляли 99%.

## Известные люди
- М. Ш. Шаймиев (р. 1937) — первый Президент Республики Татарстан.
- Н. Г. Баян (1905—1945) — татарский поэт.
- И. Ш. Фардиев (р. 1960) — административно-хозяйственный и государственный деятель.
- Ш. Ш. Шаймиев (1901—1967) — административно-хозяйственный работник.

### Комментарии
1. ↑  Расстояние измерено с помощью инструментария Яндекс.Карты